# My Mood Is You
My Mood Is You ist ein Jazzalbum von Freddy Cole. Die in Teaneck, New Jersey, am 26. und 27. September 2017 entstandenen Aufnahmen erschienen am 15. Mai 2018 auf HighNote Records. Es war die 34. und letzte Veröffentlichung des Sängers, der im Juni 2020 starb.

## Hintergrund
Freddy Cole hatte Mitte der 2000er-Jahre seinem Begleit-Quartett den Gitarristen Randy Napoleon hinzugefügt, erstmals zu hören auf dem Livemitschnitt The Dreamer in Me – Live at Dizzy’s Club Coca Cola (2008). Zu den weiteren Musikern gehörte der Saxophonist Joel Frahm, der Pianist John Di Martino, der Bassist Elias Bailey und der Schlagzeuger Quentin Baxter (der Curtis Boyd abgelöst hatte).
Cole interpretierte auf seinem letzten Album neben dem Titelstück von Carl Sigman ein Programm von Pop- und Jazzstandards wie „Love Like This Can’t Last“ von Billy Strayhorn, „Temptation“ von Nacio Herb Brown, „I’ll Always Leave The Door a Little Open“ von Richard Rodney Bennett und Johnny Mandel, „Almost in Love“  von Luiz Bonfá und Randy Starr und „They Didn’t Believe Me“ von Jerome Kern. Mit dem Repertoire seines Bruders Nat King Cole verbunden war der Song „My Heart Tells Me (Should I Believe My Heart)“ von Mack Gordon und Harry Warren, wie auch „The Lonely One“, den sein Bruder auf dessen Album After Midnight interpretiert hatte. Mit Randy Newmans „Marie“ (von dessen Album Good Old Boys, 1974) schließt das Album.

## Titelliste
- Freddy Cole: My Mood Is You (HighNote Records HCD 7312)[2]

1. My Mood Is You 5:47
2. Temptation 4:56
3. Almost in Love 5:40
4. I’ll Always Leave The Door a Little Open 5:47
5. First Began 6:22
6. They Didn’t Believe Me 4:37
7. My Heart Tells Me 6:33
8. The Lonely One 5:15
9. Love Like This Can’t Last 4:18
10. Marie 3:21

## Rezeption
Christopher Loudon schrieb in JazzTimes, Cole greife tief in sein umfangreiches Songbuch hinein, um einige unterschätzte Juwelen zu entdecken. Auch gäbe es immer noch einen Hauch von Nat Cole in Freddys poliertem Bariton, aber die entscheidende Parallele sei die ebenso faszinierende Meisterschaft im Geschichtenerzählen, wie er es in Luiz Bonfás schüchtern vorgetragenem „Almost in Love“ zeige. Ebenso präsentiere er eine funkelnde, von Joel Frahm angetriebene Version von Billy Strayhorns „Love Like This Can’t Last“; Richard Rodney Bennett und Johnny Mandels bittersüßes „I’ll Always Leave The Door a Little Open“, Mack Gordon und Harry Warrens romantisch ratloses, mit Nat Cole assoziierte „My Heart Tells Me“; und das zarte Titelstück von Carl Sigman.
Nach Ansicht von George W. Harris, der das Album in Jazz Weekly rezensierte, grabe Cole obskure Songs aus wie „I’ll Always Leave the Door a Little Open“ oder „First Began“, und verleihe ihnen so hippe und stimmungsvolle Grooves, dass man sich wundere, wieso man das noch nie gehört habe. Die Mischung aus Coles entspannter Stimme mit Frahms Tenor erzeuge rauchige Stimmungen auf dem Titeltrack und der wunderschönen Billy Strayhorn-Melodie „Love Like This Can't Last“, das wie eine Verkörperung von dessen „Lush Life“ wirke. Coles Gesang sei eine echte Freude, resümiert der Autor.
Das Album wurde in der Kategorie Bestes Gesangsalbum für die Grammy Awards 2019 nominiert.